# San Juan de Dios, Guerrero
San Juan de Dios är en ort i Mexiko.   Den ligger i kommunen Taxco de Alarcón och delstaten Guerrero, i den sydöstra delen av landet, 110 km söder om huvudstaden Mexico City. San Juan de Dios ligger 1 499 meter över havet och antalet invånare är 1 457.
Terrängen runt San Juan de Dios är kuperad åt nordost, men åt sydväst är den bergig. Runt San Juan de Dios är det ganska tätbefolkat, med 172 invånare per kvadratkilometer. Närmaste större samhälle är Taxco de Alarcón, 5,3 km väster om San Juan de Dios. I omgivningarna runt San Juan de Dios växer huvudsakligen savannskog.